# Vệ Huệ công
Vệ Huệ công (chữ Hán: 衞惠公; trị vì: 699 TCN-696 TCN và 688 TCN-669 TCN), tên thật là Vệ Sóc (衞朔), là vị vua thứ 16 của nước Vệ – chư hầu nhà Chu trong lịch sử Trung Quốc.

## Sát hai huynh đoạt vị
Vệ Sóc là con trai út của Vệ Tuyên công - quốc quân đời thứ 15 của Vệ quốc, mẫu thân là bà Tuyên Khương, vốn là công chúa Tề quốc. Trước kia Tuyên công vụng trộm với nàng hầu của phụ thân là Di Khương, sinh được một con trai đặt tên là Cấp Tử. Khi Cấp Tử đến tuổi trưởng thành, Tuyên công cầu hôn công chúa nước Tề cho Cấp Tử, nhưng sau lại thấy Tuyên Khương là người có nhan sắc, bèn cướp là vợ mình, đưa vào ở Tân đài. Tuyên Khương sau đó sinh được hai con, đặt tên là Thọ Tử và Sóc Tử.
Khi hai công tử của Tuyên Khương trưởng thành, thì tính tình trái ngược nhau. Thọ thì hiền hậu, nhân từ, tôn kính trưởng huynh Cấp Tử, còn Sóc thì lòng dạ hiểm ác, có ý tranh đoạt ngôi trừ vị. Tuyên công vì sủng ái Di Khương nên cũng có ý lập con của bà làm Thế tử mà phế truất Cấp Tử. Trong ngày sanh nhật Cấp Tử, công tử Thọ đến chúc mừng, hai bên rất là tương đắc. Công tử Sóc có ý bực mình, gièm pha với mẹ rằng Cấp Tử bắt mình phải gọi hắn là cha, vì cớ ngày xưa Tuyên Khương đáng lẽ phải là vợ Cấp Tử. Bà Tuyên Khương do vậy lo sợ ngày sau nếu Cấp Tử lên ngôi thì sẽ trả thù mình, nên gièm pha cùng Tuyên công. Tuyên công bèn gọi Di Khương đến trách mắng khiến bà sinh hận tự tử. Sau đó công tử Sóc lại bày kế với Tuyên công sai Cấp Tử đi sứ Tề quốc, rồi mướn sát thủ chặn đường giết chết. Việc bị công tử Thọ biết được, bèn cố tình chuốc rượu Cấp Tử rồi giả mạo làm Cấp Tử để chịu chết thay. Cấp Tử tỉnh dậy biết Thọ chết thế mình, bèn đi lên gặp bọn sát thủ và xưng là thân phận thực sự, bọn sát thủ giết luôn Cấp Tử. Vệ Tuyên công bèn lập Sóc làm thế tử.

## Kế vị và bị lật đổ
Năm 700 TCN, Vệ Tuyên công vì bị ám ảnh bởi cái chết của hai vị công tử mà sinh bệnh rồi chết. Vệ Sóc lên nối ngôi, tức là Vệ Huệ công, bấy giờ còn nhỏ tuổi.
Năm 697 TCN, Tống Trang công không ủng hộ Trịnh Chiêu công nên kêu gọi chư hầu các nước Lỗ, Vệ, Trần, Sái đánh Trịnh. Vệ Huệ công hưởng ứng, nhưng cuối cùng liên quân không thắng phải rút lui.
Công tử Chức và công tử Tiết vốn là người được Vệ Tuyên công giao giúp Cấp Tử và công tử Thọ, đều rất bất bình việc Vệ Huệ công được lập. Tháng 11 năm 697 TCN, công tử Tiết và công tử Chức làm binh biến, Vệ Huệ công phải bỏ chạy sang nước Tề. Công tử Chức và công tử Tiết lập em cùng mẹ của Cấp Tử là công tử Kiềm Mâu lên ngôi.
Vệ Huệ công được cữu phụ là Tề Tương công cho nương nhờ.

## Phục vị
Vệ Huệ công xin nước Tề cứu giúp. Tề Tương công khi đó vì cớ Kiềm Mâu là phò mã của Vương thất, mà mình đang cầu hôn với nhà Chu, nên nhiều lần chần chừ. Đến sau khi nàng Vương cơ đã chết mới triệu tập các nước Lỗ, Tống, Sái mấy lần cùng Tề mang quân đánh Vệ, nhưng không thắng được. Năm 688 TCN, Tề Tương công lại tiến vào nước Vệ. Kiềm Mâu sai người cầu cứu nhà Chu. Chu Trang Vương sai Tử Đột đi cứu Vệ. Quân nhà Chu ít và yếu không địch nổi quân Tề. Tử Đột tử trận, Kiềm Mâu bỏ chạy sang nhà Chu. Tề Tương công giết công tử Tiết, công tử Chức và lập lại Vệ Huệ công.
Để củng cố quân vị của Vệ Huệ công, Tề Tương công ép em gái mình là Tuyên Khương tái giá với Chiêu bá Ngoan cũng là một người em cùng mẹ với Cấp Tử, để ngăn ngừa Ngoan nổi loạn. Tuyên Khương ở với Ngoan sinh được hai con trai, về sau chính là Vệ Đới công và Vệ Văn công.
Năm 681 TCN, Tống quốc có loạn: Nam Cung Trường Vạn sát hại Tống Mẫn công. Người nước Tống cùng nhau lập em Mẫn công là Hoàn công lên ngôi và tiến đánh về kinh, Nam Cung Trường Vạn chạy sang nước Trần, còn tướng khác theo Tử Du là Mãnh Hoạch bỏ chạy sang nước Vệ. Vệ Huệ công muốn dung nạp Mãnh Hoạch không trả cho nước Tống, nhưng Thạch Kỳ Tử khuyên nên trả cho nước Tống, không nên chứa kẻ phản loạn. Vệ Huệ công bèn bắt Mãnh Hoạch trả cho nước Tống.
Năm 675 TCN, đại thần Biên Bá nhà Chu bất mãn vì Chu Huệ Vương, cùng 4 đại thần khác ngầm mượn quân chư hầu của Yên Trang công và Vệ Huệ công về đánh Chu Huệ vương. Vệ Huệ công vì oán nhà Chu từng ủng hộ Vệ Kiềm Mâu nên nhận lời giúp Biên Bá, cùng Yên Trang công đánh Chu Huệ Vương. Thiên tử nhà Chu bỏ chạy sang nương nhờ nước Trịnh. Biên Bá lập vương tử Đồi lên ngôi vua. Năm 673 TCN Trịnh Lệ công cùng Quắc công liên minh giúp Huệ vương, mang quân đánh Lạc ấp, giết chết Tử Đồi và dựng lại Chu Huệ vương.
Năm 669 TCN, Vệ Huệ công mất. Ông làm vua lần thứ nhất được 4 năm, lần thứ 2 được 20 năm, tổng cộng 24 năm. Con ông là Cơ Xích lên nối ngôi, tức là Vệ Ý công.

## Gia đình
- Cha: Vệ Tuyên công
- Mẹ: Tuyên Khương
- Anh:
  - Cấp Tử
  - Kiềm Mâu: giành ngôi 8 năm
  - Công tử Ngoan, tức Chiêu Bá (em cùng mẹ Cấp Tử). Khi Huệ công lên ngôi còn ít tuổi, Chiêu Bá đã lớn, lấy mẹ ông là Tuyên Khương, lần lượt sinh ra 5 người con: 3 trai là Tề Tử, Vệ Thân (sau là Vệ Đái công), Vệ Hủy (sau là Vệ Văn công) và 2 người con gái gả cho Tống Hoàn công và Hứa Mục công[6].
  - Công tử Thọ: anh cùng mẹ